# نادي بابل
نادي بابل الرياضي (بالإنجليزية: Babylon Sport Club) هو أحد أندية الدوري العراقي، تأسس عام 1960 يقع مقره في محافظة بابل ، يلعب في الدوري العراقي الدرجة الأولى.